# العباس بن إبراهيم السملالي
عباس بن محمد بن إبراهيم بن الحسن بن محمد السملالي نسبا، المراكشي، مؤرخ مغربي من القضاة، يعرف بيته بمراكش ببيت بني إبرهيم نسبة إلى جد أبيه، ويعرف بنوه ببني العباس نسبة إليه، ولد بمراكش وبها تعلم وترعرع، وقد اشتهر من سلفه الفقهاء والعلماء، وولي القضاء في مدينة الجديدة، ثم محكمة المنشية بمراكش، من أبرز آثاره  كتاب الإعلام بمن حل مراكش وأغمات من الأعلام وهو في عشرة أجزاء.

## حياته
عباس السملالي مؤرخ مغربي من القضاة المحدثين، ولد بمراكش عام 1877مـ/1294ه ، ونشأ وترعرع بها، حفظ القرآن الكريم، ثم شرع يطلب سائر العلوم والفنون، حتى نال مراده وصار مؤرخا ماهرا ذاكرا أحداث التاريخ ورجالها.
وبعدما بلغت شهرته الآفاق، استكتبه المولى عبد الحفيظ سنة 1907م، ثم كان من أعضاء مجلس الاستئناف الشرعي بالرباط، وعين بعد ذلك قاضيا في إحدى محاكم مدينة الجديدة، ثم في محكمة المنشية بمراكش.

## شيوخه
أخذ عباس السملالي العلم على يد أشهر شيوخ المغرب آنذاك، من بنيهم:
- الفقيه محمد أزنيط.
- العلامة محمد بن إبراهيم السباعي.
- القاضي العربي بن علال البربوشي.
- الفقيه عبد الرحمان بن القرشي.

وأجاز له كل من:
- الشيخ ماء العينين الشنكيطي.
- الشيخ أحمد بن الخياط.
- الشيخ محمد القادري.
- الشيخ أحمد بن الجيلالي.
- الشيخ محمد بن جعفر الكتاني.
- الشيخ عبد الكبير الكتاني.

وغيرهم الكثير.

## مؤلفاته
صنف عباس السملالي مؤلفات كثيرة، ولعل من أشهرها:
- الإعلام بمن حل مراكش وأغمات من الأعلام، في 10 مجلدات.
- إظهار الكمال في تميم مناقب أولياء مراكش سبعة رجال.
- الأجوبة الفقهية في الأحكام المسجلة، في 4 مجلدات.
- الألماس فيمن اسمه العباس.
- ديوان شعر.

## الوفاة
توفي عباس السملالي بمراكش مسقط رأسه عام 1959م.